# Vitinica (Republika Serbska)
Vitinica (cyr. Витиница) – wieś w Bośni i Hercegowinie, w Republice Serbskiej, w mieście Zvornik. W 2013 roku liczyła 2 mieszkańców.